# Ніщо
Ніщо — категорія, яка фіксує відсутність, небуття певної суті, або відсутність, заперечення буття взагалі, активний початок негації, негативності взагалі.
«Ніщо» предметне відноситься до сфери відносного небуття (яке може мати просторово-часову локалізацію), «ніщо». Безпредметне відноситься до сфери абсолютного небуття (яка нескінченна). У переносному сенсі, слово «ніщо» вживають як гіперболу применшення значення об'єкта або явища. 

## «Ніщо» у фізиці
У фізиці слід розділяти поняття вакууму, абсолютної порожнечі і абсолютного «ніщо». Вакуум — відсутність у просторі хоч би якоїсь речовини, і все ж у вакуумі можуть існувати різні поля.
Якщо уявити, що в деякому просторі немає матерії та енергії (що практично неможливо) воно все одно буде залишатися місцем, куди можна помістити що завгодно. Тим не менше в фізиці є принцип суперпозиції, за яким одне поле, наприклад, гравітаційне поле матерії, накладається на інше поле, наприклад, порожнечі як простору з нульовим впливом, не залежних від розмірів цього простору (тобто завжди нульовим впливом).
Довести існування пустоти шляхом проведення експерименту неможливо. В іншому випадку те, що було б виявлено, не було б порожнечею, оскільки будь-яке спостереження пов'язано з матеріальною взаємодією, а порожнеча за визначенням нематеріальна. Спростувати існування порожнечі також неможливо, оскільки її неможливо побачити чи виміряти. Таким чином, гіпотеза про існування порожнечі не є ні верифіковною, ні спростовною, і за загальноприйнятими критеріями є ненауковою, хоча з позицій інших методів пізнання (наприклад, індуктивізму) може вважатися спроможною.
«Ніщо» — знаковий вираз, мовне подання того, що розуміється як відсутність не тільки матерії, але і простору, відсутність усього взагалі. «Ніщо» не існує, для нього немає позитивного визначення, це — символ, образ мислення, пов'язаний з ідеєю неіснування чого б то не було.

## «Ніщо» у філософії
Оскільки всяке суще є єдність двох аспектів — буття та суті, остільки «ніщо» як заперечення аспекту визначеності, сутності є одночасно і заперечення буття. Як чисте заперечення «ніщо» утримується тільки у мові. Все, що існує, має визначеність, і тому «ніщо» не існує, його немає, але ми здатні поставитися до будь-якої визначеності з боку заперечення і утримувати цю позицію. Таким чином, «ніщо» в цьому світі існує завдяки нам, нашій здатності негації, як нігілізм є заперечення цінності світу.
Платон та неоплатоніки, Гегель та інші визнавали «ніщо» як ключову категорію онтології (як бог, буття, абсолют та інші), заперечуючи принцип із нічого ніщо не виникає (лат. ex nihilo nihil fit).
В іншому підході, висхідному до елейської школи давньогрецької філософії, «ніщо» походить з формального заперечення і визначається як формально-логічне поняття. Деякі філософи заявляють, що порожнеча можлива лише як поняття у свідомості людини: природа не терпить порожнечі (лат. natura abhorret a vacuo) — Арістотель.
У рамках матеріалістичної філософії поняття «ніщо» не є філософською категорією, тому що подібна категорія суперечить постулатам про незнищенність матеріального світу.

## «Ніщо» в релігії
Згідно з християнською релігією з нічого і були створені і янголи і видимий Всесвіт (2 Мак. 7:28). У розширеному розумінні під «ніщо» іноді приймається: «А земля була пуста та порожня, і темрява була над безоднею, і Дух Божий ширяв над поверхнею води.» (Бут. 1:2).
Багато релігій (іслам, індуїзм, християнство) розглядають Бога як щось всюдисуще, що існує абсолютно скрізь; стверджується, що Бог пронизує все, що тільки є в просторі, і своєю силою утримує в бутті будь-яке тіло. Подібні міркування для пантеїстичних релігій (наприклад язичництва) обґрунтовують обожнювання всіх речей.[джерело?]
Бог створив світ «з (абсолютного) нічого», при цьому саме питання про існування чого-небудь поза Богом до створення світу в християнській традиції вважається абсурдним, оскільки час (до) і простір (поза) є формами існування світу.
Абсолютне «ніщо», логічно розмірковуючи, не може бути пронизаним богом, інакше воно перестане бути «нічим», відповідно божественне всюдисущість на нього не поширюється. У деяких релігіях (наприклад індуїзмі) незбагненне одвічне «ніщо» зв'язується з абсолютом, що існував, «коли не було ні існуючого, ні неіснуючого».[джерело?]

## «Ніщо» вматематиці

Порожня раковина — знак нуля в системі числення майя

Важливою віхою в історії арифметики був винахід числа та цифри нуль, який ототожнює ніщо серед цифр.
Порожня множина — множина, що не містить жодного елемента. Водночас порожня множина є підмножиною всіх множин, оскільки в будь-якій безлічі знайдеться місце порожнечі.
Використання нескінченно малих величин виявилося важливою віхою в розвитку математичного аналізу.

## «Ніщо» вінформатиці
У програмуванні, «nothing» (в VB.Net), або «null» (в C, C #, Java тощо), використовують як ключове слово, яке представляє неініціалізовану змінну, вказівник, або посилання, що не відноситься до жодного об'єкта. Аналогічним чином, в SQL null є символічним поданням відсутності даних.
Більшість мов асемблера мають інструкцію «немає операції» NOP (часто з числовим значенням нуль) — команду, яка наказує нічого не робити.
В UNIX-подібних ОС існує спеціальний файл /dev/null, що являє собою «порожній апарат».

## «Ніщо» в мові
Ніщо — негативний займенник для неживих об'єктів. Може застосовуватися різними способами: 

| Якщо у склянці нічого немає, значить у склянці порожнеча. (нічого немає: немає ніяких предметів) Ми зовсім нічого не робили на її уроках — тільки слухали нескінченні жарти та історії з життя. (нічого корисного) Знищити — звернути на ніщо. | Нічого — «ніщо» в родовому відмінку, так само може означати заперечення проблем, то що все нормально. -Ну, що там у вас? -Та нічого. Живемо помаленьку. (нічого особливого не відбувається) Нікчемний, нікчема — малий, тлінний, нічого не значущий, безчесний. |